# Trygetus nitidissimus
Trygetus nitidissimus là một loài nhện trong họ Zodariidae.
Loài này thuộc chi Trygetus. Trygetus nitidissimus được Eugène Simon miêu tả năm 1882.